# 1-metilnaftalè
1-metilnaftalè és un hidrocarbur aromàtic líquid amb la fórmula C11H10
. Té un nombre cetànic de zero, i abans s'usava com la referència més baixa dels nombres cetànics. Tanmateix, a causa del cost econòmic i la dificultat de manejar-lo, va ser substituït en aquesta capacitat per l'isocetà, amb un Nombre cetànic de 15.